# 小早川忠徳
小早川 忠徳（こばやかわ ただのり）は、室町時代後期から戦国時代にかけての武将。通称は安芸守。木沢長政の与力。

## 概要
忠徳は木沢長政の与力として窪田光家（窪田氏）に次いで西山四郎兵衛尉（西山氏）とともに2番手に位置していた。
忠徳の活動が見えるのは長政が本願寺に使者として遣わした時である。長政は私的な使者としては堯仙を、公的な使者としては忠徳を派遣しており、重要な案件において使者として活動した。